# 津田辰参
津田 辰参（つだ ときかず、1886年（明治19年）4月1日 - 1965年（昭和40年）10月13日）は、大日本帝国陸軍軍人。最終階級は陸軍少将。功三級。

## 経歴
1886年（明治19年）に熊本県で生まれた。陸軍士官学校第19期卒業。1936年（昭和11年）5月6日に歩兵第49連隊留守隊長に就任し、8月1日に陸軍歩兵大佐に進級した。1937年（昭和12年）9月に歩兵第149連隊長（上海派遣軍・第101師団・歩兵第101旅団）に転じ、日中戦争に出動。上海戦では郊外のクリークでの大激戦を戦い、武漢攻略戦では九江、廬山での激戦を制した。南昌作戦では第11軍主力として出動し、修水渡河作戦で戦果を収めた。
1939年（昭和14年）8月1日に陸軍少将に進級と同時に留守第6師団司令部附となり、1940年（昭和15年）3月9日に待命、3月30日に予備役に編入された。1941年（昭和16年）3月1日に召集され、教育総監部附となり、1945年（昭和20年）3月31日に熊本連隊区司令官兼熊本地区司令官に就任した。
1947年（昭和22年）11月28日、公職追放仮指定を受けた。

## 栄典
勲章等
- 1940年（昭和15年）8月15日 - 紀元二千六百年祝典記念章[5]